# Ежен Бюрнуф
 Ежен Бюрнуф  (фр. Eugène Burnouf, 8 квітня 1801 — 28 травня 1852) — відомий французький історик і мовознавець, котрий займався вивченням буддизму XIX століття. Саме він зробив великий внесок у розшифрування давньоперського клинописного письма, переклад важливих буддійських сутр із санскриту і палі.

## Біографія
Ежен Бюрнуф народився в Парижі, його батько – професор Жан-Луї Бюрнуф (1775—1844), також вчений-класик з чудовою репутацією. Серед багатьох робіт найбільшу популярність отримав переклад Тацита (6 томів, 1827—1833).
Ежен вивчав санскрит під керівництвом Антуан-Леонар Шезі, а також китайську мову у Рюмза. У 1826 і 1827 рр. вчений опублікував дві праці, які стосувалися мови палі разом із Крістіаном Лассеном і Observations grammaticales sur quelques passages de l'essai sur le Pali'
Пізніше він зайнявся розшифруванням авестійських рукописів, які привіз до Франції Анкетіль-Дюперрон. Завдяки його дослідженням Європейське наукове товариство вперше отримало змогу познайомитися із авестійською мовою. Він домігся того, щоб Vendidad Sade надрукували в техніці літографії. Проте досліджуючи Авесту, він більше надавав перевагу на інші, раніші роботи. Використовуючи список назв племен і народі, Бюрнуф і Лассен (хоча працювали незалежно один від одного, проте обмінювалися думками один одного) змогли визначити значення майже всіх знаків давньоперського клинописного письма, і таким чином, завершили усе те, що заклав Гротефренд.
Приблизно в цей час Бюрнуф зробив важливий внесок у розшифрування давньоперського клинопису. Копії клинописних надписів із Персеполя були опубліковані Карстеном Нібуром набагато раніше, в 1778 році. Деякі висновки щодо давньоперського письма були зроблені й іншими вченими, ще раніше за Ежена Бюрнуфа.
У 1834 році Бюрнуф разом із данським філологом взялися за вивчення зенда, Ежен опублікував грандіозне дослідження, яке присвячене «Ясне» — дослідження, яке дало поштовх до формування нової епохи. Було виявлено подібність давнього санскриту і зенда, саме це дало підставу вважати, що ці дві мови мають спільне походження, і доказувало спорідненість їх, точніше кажучи — єдність, народів, які розмовляли на цих двох мовах.
У 1836 році вчений виявив, що перша із надписів містить список сатрапій Дарія I. Завдяки цьому відкритті, він зміг опублікувати алфавіт із тридцяти букв. Більшість із них він розшифрував вірно.
Проте раніше, перед цими подіями, друг Бюрнуфа, професор Лассен із Бонн також опублікував працю про Давньоперські надписи із Персополя. Науковці активно вели листування, і твердження про те, що це Лассен самостійно визначив імена сатрапій, а за тим встановив значення перських символів спровокувало конфлікт між дослідниками.
У 1837 році Генрі Роулінсон зміг зробити копію набагато давніших надписів Behistun, які були із Персії. Саме ці надписи складалися із ідентичних текстів на трьох офіційних мовах імперії (Король Персії Даріус, 522 до н. е.- 486 до н. е.): давньоперська, вавилонянин і мова Elamite. Роулінсон надіслав переклад вступних параграфів Королівсько-азіатській спільноті. Лассен і Бюрнуф просили перегляду і спробували затягнути публікації Роулінсона. У 1847 році перша частина Біографії Роулінсона була опублікована, інша, друга частина не з'являлася аж до 1849 року. Проте уже тоді завдання — розшифрування перських клинописних текстів була майже виконана.
Ежен Бюрнуф опублікував санскритський текст і переклад на французьку мову у трьох томах Бхагавата-пурана (1840—1847). Останніми роботами стали «Вступ до історії індійського буддизму»(Introduction à l'histoire du bouddhisme indien,1844), а також переклад «Лотосової сутри»(Lotus de la bonne loi,1852).
Протягом двадцяти років був членом Академії надписів і словесності, також професор санскриту в Коллеж де Франс.
Помер перекладач 28 травня 1852 року, проте залишив значний вклад у сфері буддизму середини XIX століття, надихнувши інших дослідників на подальшу працю.

## Відомі праці
- Essai sur le Pali (1826)
- Vendidad Sade, l'un des livres de Zoroastre (1829—1843)
- Commentaire sur le Yaçna, l'un des livres liturgiques des Parses (1833—1835)
- Mémoire sur les inscriptions cunéiformes (1838)
- Bhâgavata Purâna ou histoire poétique de Krichna (3 volumes, 1840—1847)
- Introduction à l'histoire du Bouddhisme indien (1844 ; 1876)
- Le Lotus de la bonne loi, traduit du sanscrit, accompagné d'un commentaire et de vingt et un mémoires relatifs au buddhisme (Paris, Imprimerie Nationale, 1852). Reprint: Librairie d'Amérique et d'Orient A. Maisonneuve, Paris, 1973.